# Раткул
Раткул (англ. Rathcoole; ирл. Ráth Cúil) — (переписной) посёлок в Ирландии, находится в графстве Южный Дублин (провинция Ленстер). Посёлок расположен юго-западнее Таллы и граничит с деревней Саггарт. Около посёлка проходит национальная автотрасса N7.

## История
Название Раткул произошло от того факта, что здесь был построен форт (по-ирландски ráth - форт). В XIII веке это было одно из самых маленьких поместий архиепископа Дублина. Поместье управлялось мэром.
Со временем Раткул приобрёл большое значение. Причиной этого стало географическое положение посёлка, он расположен на южной дороге из Дублина и был одним из защитных постов Пейла. Во время ирландского восстания 1641 года большинство жителеё города во главе с семьёй Скарлоков (англ. Scurlock family) поддержало повстанцев. Скарлоки владели Раткулом с 1470 года. После подавления восстания в 1648 году в посёлке был оставлен гарнизон, под защитой которого деревня процветала. 
В XVII веке в городке обитало около 30 англичан и 123 ирландца под управлением мэра Джеймса Уиллиона (англ. James Willion). В городе была построена новая гостиница, носящая название The Old Munster Arms Hotel, которая стала одним из основных пунктов отдыха и смены лошадей на четырёхдневном путешествии из Дублина в Лимерик в 1760-х годах.

## Демография
Население — 2 927 человек (по переписи 2006 года). В 2002 году население было 2 499. 
Данные переписи 2006 года:
| Общие демографические показатели |               |                               |                               |      |      |
| Всё население                    | Всё население | Изменения населения 2002—2006 | Изменения населения 2002—2006 | 2006 | 2006 |
| 2002                             | 2006          | чел.                          | %                             | муж. | жен. |
| 2 499                            | 2 927         | 428                           | 17,1                          | 1495 | 1432 |

В нижеприводимых таблицах сумма всех ответов (столбец «сумма»), как правило, меньше общего населения населённого пункта (столбец «2006»). 
| Религия (Тема 2 — 5 : Число людей по религиям, 2006) |             |                |             |            |       |       |
| Католики, чел.                                       | Католики, % | Другая религия | Без религии | не указано | сумма | 2006  |
| 2 643                                                | 90,3        | 134            | 95          | 55         | 2 927 | 2 927 |

| Этно-расовый состав (Этничность. Тема 2 - 3 : Постоянное население по этническому или культурному происхождению, 2006) |            |              |       |        |        |            |       |       |
| Белые ирландцы | Лухт-шулта | Другие белые | Негры | Азиаты | Другие | Не указано | сумма | 2006  |
| 2 504 | 5          | 237          | 17    | 34     | 29     | 56         | 2 882 | 2 927 |
| Доля от всех отвечавших на вопрос, %                                                                                   |            |              |       |        |        |            |       |       |
| 86,9 | 0,2        | 8,2          | 0,6   | 1,2    | 1,0    | 1,9        | 100   | 98,51 |

1 — доля отвечавших на вопрос о языке от всего населения.
| Владение ирландским языком (Тема 3 — 1 : Число людей от 3 лет и старше по способности говорить по-ирландски, 2006) |       |            |       |       |
| Владеете ли Вы ирландским языком?                                                                                  |       |            |       |       |
| Да | Нет   | Не указано | сумма | 2006  |
| 1 107 | 1 662 | 52         | 2 821 | 2 927 |
| Доля от всех отвечавших на вопрос о языке, %                                                                       |       |            |       |       |
| 39,2 | 58,9  | 1,8        | 100   | 96,41 |

1 — доля отвечавших на вопрос о языке от всего населения.
| Использование ирландского языка (Тема 3 - 2 : Irish speakers aged 3 or over by frequency of speaking Irish, 2006) |                                                            |                                               |                                               |                                               |                                               |                                               |       |                                     |       |
| Как часто и где Вы говорите по-ирландски?                                                                         |                                                            |                                               |                                               |                                               |                                               |                                               |       |                                     |       |
| ежедневно, только в образовательных учреждениях                                                                   | ежедневно, как в образовательных учреждениях, так и вне их | в других местах (вне образовательной системы) | в других местах (вне образовательной системы) | в других местах (вне образовательной системы) | в других местах (вне образовательной системы) | в других местах (вне образовательной системы) | сумма | всего, отвечавших на вопрос о языке | 2006  |
| ежедневно, только в образовательных учреждениях                                                                   | ежедневно, как в образовательных учреждениях, так и вне их | ежедневно                                     | каждую неделю                                 | реже                                          | никогда                                       | не указано                                    | сумма | всего, отвечавших на вопрос о языке | 2006  |
| 242 | 20                                                         | 38                                            | 58                                            | 447                                           | 285                                           | 17                                            | 1 107 | 2 821                               | 2 927 |
| Доля от всех отвечавших на вопрос о языке, %                                                                      |                                                            |                                               |                                               |                                               |                                               |                                               |       |                                     |       |
| 8,6 | 0,7                                                        | 1,3                                           | 2,1                                           | 15,8                                          | 10,1                                          | 0,6                                           | 39,2  | 100                                 |       |

| Типы частных жилищ (Тема 6 - 1(a) : Число частных домовладений по типу размещения, 2006) |          |         |                 |            |       |       |
| Отдельный дом                                                                            | Квартира | Комната | Переносные дома | не указано | сумма | 2006  |
| 835                                                                                      | 185      | 1       | 3               | 16         | 1 040 | 2 927 |